# Im Hyun-sik
Ne pas confondre avec l'acteur Im Hyun-sik (en) né en 1945.
Dans ce nom coréen, le nom de famille, Im, précède le nom personnel.
Im Hyun-sik (coréen : 임현식; né le 7 mars 1992), communément appelé Hyunsik (coréen : 현식) est un chanteur et auteur-compositeur sud-coréen. Il fait partie du boys band sud-coréen BtoB.

## Carrière
Hyunsik a débuté comme chanteur principal et danseur dans le boys band de la Cube Entertainment, BtoB le 22 mars 2012 avec le single promotionnel "Insane".
Hyunsik a aussi participé à la composition de plusieurs titres des BtoB incluant "Star", "Killing Me" et "I'll Be Your Man (Pray)",,.
En septembre 2016, Hyunsik est devenu membre de la première sous-unité de BtoB, BtoB Blue (coréen : 비투비 블루) qui consiste uniquement des chanteurs du groupe. BtoB Blue sort le single digital "Stand By Me" (coréen : 내 곁에 서 있어줘; RR : Nae Gyeote Seo Isseojwo), le 19 septembre 2016.

## Discographie

### Mini-albums (EP)
| Titre                          | Détails                                                         |
| ------------------------------ | --------------------------------------------------------------- |
| Rendez-vous                    | - Date de sortie : 14 octobre 2019 - Label : Cube Entertainment |
| The Young Man and the Deep Sea | - Date de sortie : 16 février 2024 - Label : DOD Entertainment  |

### Collaborations
| Année | Titre       | Autre(s) artiste(s) | Album     |
| ----- | ----------- | ------------------- | --------- |
| 2016  | "Baby Ride" | Luizy de UNIQ       | Baby Ride |

### Production

#### BtoB
| Année | Titre                                               | Rôle                         | Album             |
| ----- | --------------------------------------------------- | ---------------------------- | ----------------- |
| 2013  | "왜이래" (Why)                                      | Co-compositeur & co-parolier | Thriller          |
| 2013  | "별" (Star)                                         | Co-compositeur & parolier    | Thriller          |
| 2014  | "Never Ending (Melody)" (끝나지 않을 (Melody))      | Co-compositeur & co-parolier | Beep Beep         |
| 2014  | "몰라" (Molla; I Don't Know)                        | Compositeur & parolier       | Move              |
| 2014  | "Shake It!"                                         | Co-compositeur & co-parolier | Move              |
| 2014  | "울면 안 돼" (You Can't Cry)                        | Co-compositeur & co-parolier | The Winter's Tale |
| 2014  | "마쎠!" (Drink!)                                    | Co-compositeur               | The Winter's Tale |
| 2015  | "Summer Romance"                                    | Co-compositeur & co-parolier | Complete          |
| 2015  | "My Friend's Girlfriend" (친구의 여자친구)          | Co-compositeur & co-parolier | Complete          |
| 2015  | "I Miss You" (보고파)                               | Compositeur & parolier       | Complete          |
| 2015  | "여기 있을게" (I'll Be Here)                        | Co-compositeur & co-parolier | I Mean            |
| 2016  | "Killing Me"                                        | Co-compositeur & co-parolier | Remember That     |
| 2016  | "Anymore"                                           | Parolier                     | Remember That     |
| 2016  | "NEW MEN"                                           | Compositeur & parolier       | New Men           |
| 2016  | "Pray (I'll Be Your Man)" (기도 (I'll Be Your Man)) | Co-compositeur & co-parolier | New Men           |
| 2016  | "Yejiapsa" (예지앞사)                               | Co-parolier                  | New Men           |

#### Autres artistes
| Année | Titre                                                                                  | Rôle                      | Artiste(s)    | Album  |
| ----- | -------------------------------------------------------------------------------------- | ------------------------- | ------------- | ------ |
| 2014  | "From When and Until When" (avec Yang Yoseob) (어디부터 어디까지; Eodibuteo Eodikkaji) | Compositeur & co-parolier | HyunA         | A Talk |
| 2016  | "어린애(愛)" (Young Love)                                                              | Compositeur & co-parolier | Sungjae & Joy | 어린愛 |

## Filmographie

### Séries télévisées
| Année | Titre                         | Rôle                 | Chaîne | Note(s)                                              |
| ----- | ----------------------------- | -------------------- | ------ | ---------------------------------------------------- |
| 2012  | I Live in Cheongdam-dong      | Cheongdam invincible | JTBC   | avec Eunkwang, Minhyuk, Ilhoon, et Minwoo de C-Clown |
| 2013  | The Heirs                     | Lui-même             | SBS    | Caméo avec BtoB, Épisode 4                           |
| 2013  | Monstar                       | Lui-même             | tvN    | avec BtoB, Épisodes 1, 2, 6 et 9                     |
| 2013  | When a Man Falls in Love      | Lui-même             | MBC    | Caméo avec BtoB, Épisode 8                           |
| 2015  | The Village: Achiara's Secret | Lui-même             | SBS    | Caméo avec BtoB, Épisode 14                          |

### Émissions de variétés
| Année | Titre                         | Chaîne | Note(s)          |
| ----- | ----------------------------- | ------ | ---------------- |
| 2016  | Let's Go! Dream Team Season 2 | KBS    | Épisodes 335-336 |
| 2016  | Battle Trip                   | KBS    | Épisode 16       |

### Apparitions dans des clips vidéos
| Année | Titre  | Artiste(s) |
| ----- | ------ | ---------- |
| 2013  | "24/7" | 2YOON      |

### Sources
- (en) Cet article est partiellement ou en totalité issu de l’article de Wikipédia en anglais intitulé « Im Hyun-sik (singer) » (voir la liste des auteurs).